# 세이두 파낭데티기리
세이두 마디 파낭데티기리(Saïdou Madi Panandétiguiri ,1984년 3월 22일 ~ )는 부르키나파소 태생의 전 축구 선수이다.